# Acido ciclamico
L'acido ciclamico è un composto chimico con formula  C6H11NHSO2OH.
È usato come additivo alimentare dolcificante, con l'identificativo E952.
Viene utilizzato come dolcificante intensivo (potere dolcificante maggiore di quello del saccarosio). Si presenta sotto forma di polvere bianca cristallina. Ha un potere edulcorante 30-80 volte superiore al saccarosio. È stabile ad alte temperature e con un pH tra 2 e 7. Viene utilizzato in confetteria, per preparare bibite ipocaloriche e integratori alimentari in preparazioni a base di sciroppo e pastiglie. È privo di retrogusto e per questo utilizzato spesso in associazione con la saccarina per coprire il suo retrogusto amaro/metallico. L'uso dei ciclammati (di sodio o calcio) è stato vietato in USA e UK, sebbene ora siano riabilitati. Il divieto momentaneo è stato dovuto a studi dimostranti la cencerogenicità sui topi, poi rivelatosi inconcludenti sull'uomo. Ha una dose giornaliera accettabile di 11 mg/Kg/die
È utilizzato principalmente come catalizzatore nella produzione di vernici e materie plastiche, ed inoltre come reagente per laboratori.
I sali di sodio e di calcio dell'acido ciclamico sono utilizzati come dolcificanti artificiali sotto il nome di ciclamati.